# Libnotes (Libnotes) flavipalpis
Libnotes (Libnotes) flavipalpis is een tweevleugelige uit de familie steltmuggen (Limoniidae). De soort komt voor in het Oriëntaals gebied.